# Какабадзе, Кадир Хушутович
Кадир Хушутович Какабадзе (1909 год, село Гонио, Батумская область, Российская империя — 1984 год, село Гонио, Кобулетский район, Грузинская ССР) — колхозник колхоза имени Андреева Батумского района Аджарской АССР, Грузинская ССР. Герой Социалистического Труда (1949).

## Биография
Родился в 1909 году в крестьянской семье в селе Гонио Батумской области (сегодня в городских границах Батуми). После окончания местной начальной школы трудился в частном сельском хозяйстве. С 1930-х годов трудился в цитрусовом саду колхоза имени Андреева Кобулетского района.
В 1948 году собрал в среднем с каждого дерева по 638 апельсинов с 250 плодоносящих деревьев. Указом Президиума Верховного Совета СССР от 29 августа 1949 года удостоен звания Героя Социалистического Труда за «получение высоких урожаев сортового зелёного чайного листа и цитрусовых плодов в 1949 году» с вручением ордена Ленина и золотой медали «Серп и Молот» (№ 4500).
Этим же Указом званием Героя Социалистического Труда были награждены труженики колхоза имени Андреева бригадир Дурсун Рушенович Якунадзе и звеньевой Салих Османович Бакуридзе.
Проживал в родном селе Гонио (с 2013 года в составе городских границ Батуми). Умер в 1984 году.